# Tesino (Fluss)
Der Tesino ist ein Fluss mit 37 km Länge in den Marken (Provinz Ascoli Piceno), Italien.

## Verlauf
Der von den Römern Tessuinum genannte Fluss entsteht am Monte La Torre westlich von Force. Danach durchfließt er die Gemeinden von Rotella, Montedinove, Castignano, Montalto delle Marche und Cossignano. Nach Offida und Ripatransone gelangt er südlich von Grottammare in die Adria. Er besitzt keine nennenswerten Nebenflüsse.